# Faunův dům
Faunův dům (italsky Casa del Fauno) je někdejší patricijský dům v antických Pompejích. Jde o pozůstatky obytné budovy na poměrně rozsáhlém pozemku (dnešní umístění nese název Via della Fortuna), jedné z nejznámějších a umělecky nejhodnotnějších staveb tohoto bývalého antického města. Dům, představující příklad klasické obytné římské stavby (domus). Za své jméno vděčí malé soše tančícího Fauna, umístěné v hlavním atriu uprostřed někdejšího okrasného bazénu – impluvia.

## Historie
Podle více odborníků[jakých?] je Faunův dům jeden z nejkrásnějších příkladů obytné stavby z římských dob i antiky vůbec. Současně patří k největším soukromým budovám v Pompejích. Skloubením téměř všech charakteristických prvků římských patricijských domů (architektonických i uměleckých) představoval jeden z tehdejších nejkrásnějších obytných prostorů.

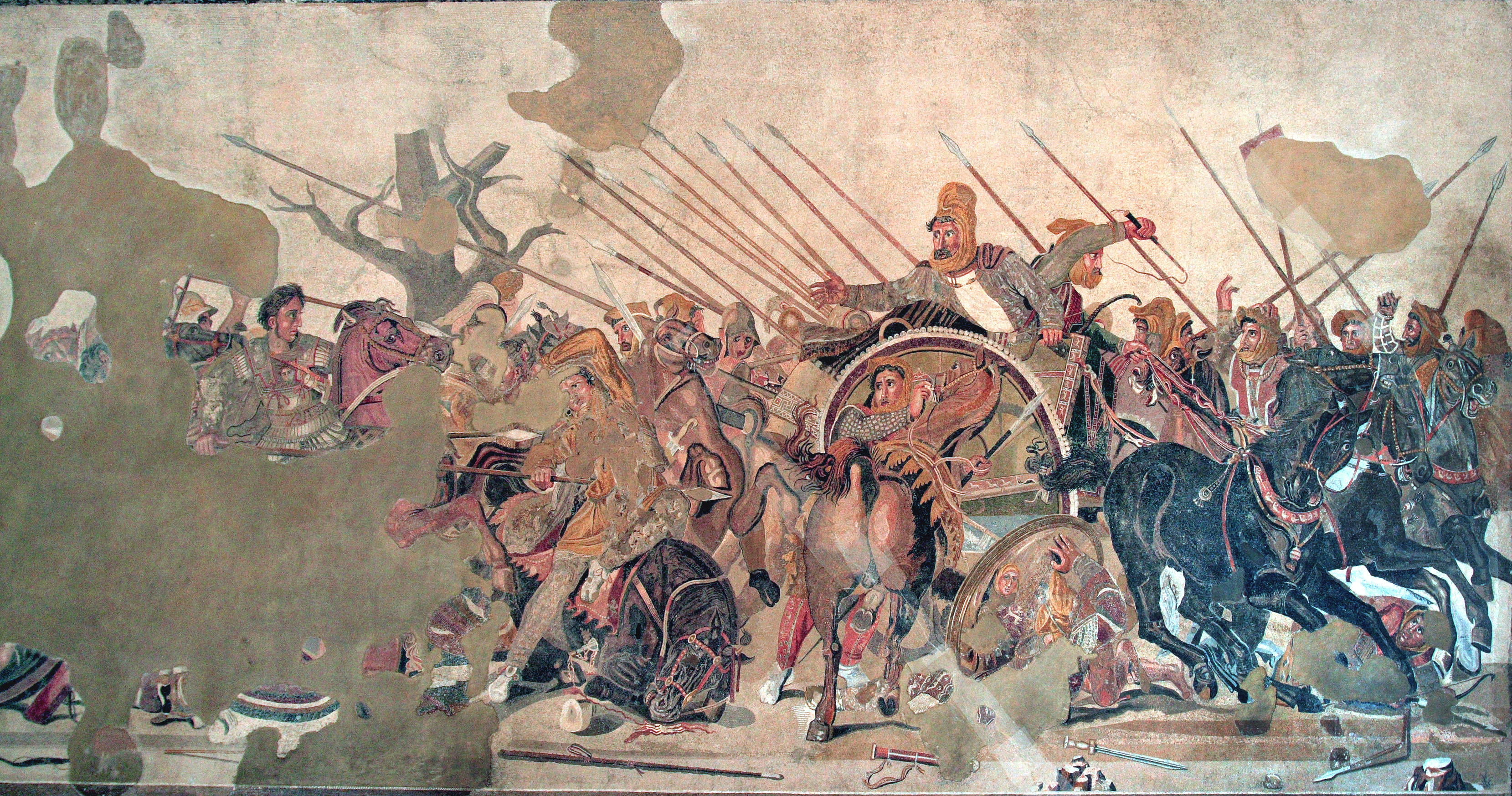
Alexandrova mozaika

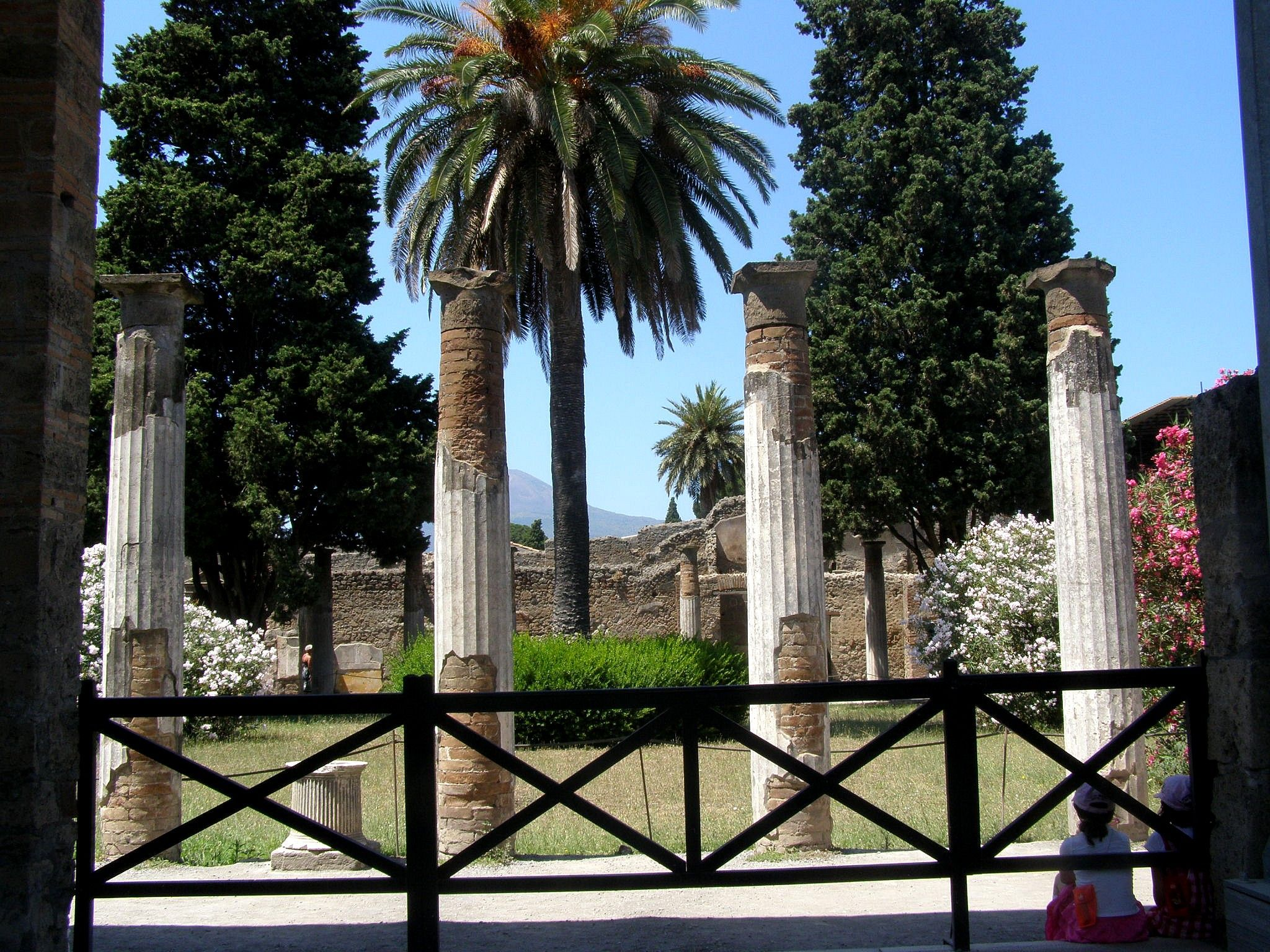
Zahrada Faunova domu s peristylem

## Popis

Plán Faunova domu: 1 – vestibul, 2 – hlavní atrium se soškou tančícího Fauna, 3 – atrium se čtyřmi sloupy a místností pro hosty, 4 – tablinum, soukromá místnost pro rodinu, 5 – zahrada s peristyl s iónskými sloupy, 6 – exedra, místnost, ve které byla umístěna mozaika Alexandra Velikého, 7 – velká zahrada v zadní části domu, 8 – hospodářské místnosti

Dům byl pravděpodobně postaven v první polovině 2. století př. n. l. pro Publia Sillu, synovce římského vojevůdce. Na konci druhého století prošel rozsáhlou přestavbou.
Dům zabíral plochu téměř tři tisíce metrů čtverečních. Obsahuje dvě atria. Jedno patřilo k hlavní části domu a přístupné bylo hned po přechodu vestibulu a malého vchodu zvaného fauces. V atriu, postaveném v toskánském stylu se nacházelo impluvium. Dno bylo vyplněno intarzií z barevného mramoru ve tvaru pravidelných geometrických obrazců. Ve středu impluvia stojí na malém podstavci známá soška tančícího Fauna (jde o kopii originálu uloženého v Národním archeologickém muzeu v Neapoli). Sugestivní laděná soška představuje radostně tančícího boha, který zdviženýma rukama a pohledem vzhůru vzývá slunce.
Druhé atrium se nacházelo vpravo od hlavního vchodu. Centrální část atria vyplňoval tetrastyl s vlastním vstupem, sloužící pravděpodobně pro pohoštění návštěv. Do další části domu, kterou tvořila menší zahrada s peristyl s iónskými sloupy, se vcházelo úzkým průchodem. Vpravo od průchodu byly vybudovány schody vedoucí na druhé patro.
Jednou z historicky nejcennějších částí domu byla místnost zvaná exedra. Její cennost spočívá nejen v nádherné freskové výzdobě stěn, ale zejména kvůli známé mozaice, která tehdy vyplňovala podlahu jako koberec. Alexandrova mozaika (dnes umístěná v muzeu v Neapoli jako nástěnná mozaika; rozměry 313 × 582 cm) pocházející zhruba z roku 100 př. n. l., zachycuje obraz bitvy Alexandra Velikého proti perskému králi Dareiovi III. Již při zběžném pohledu na mozaiku lze konstatovat, že jde o dílo vyznačující se dokonalým řemeslným zpracováním (mnohé z dílků tvořících obraz nejsou větší než půl čtverečního centimetru).
Přes domovní trakt s exedrou se procházelo do zadní části domu s velkou zahradou (rozměry 27 × 30 metrů) s tzv. velkým peristylem. Peristyl obklopovaly dvě řady dórských sloupů (každá řada obsahovala čtyřiačtyřicet sloupů) vysokých čtyři metry. Symbióza vytříbeného zahradního stylu a uměleckého vybavení umožňovala dosáhnout dojmu velmi příjemného prostředí. Svým dispozičním řešením a využitím se stala důstojným předchůdcem zahradních prostorů zřizovaných o mnoho století později.
Dům obsahoval řadu dalších místností sloužících jednak pro potřeby rodiny (ložnice, hospodářské místnosti) ale i pro případné hosty. Jejich podlahy byly, stejně jako v případě exedry, vyzdobeny mozaikami. Zajímavostí je, že majitelé domu po celou dobu jeho životnosti ho nikdy nedali vyzdobit podle soudobého vkusu, zato velmi pečlivě udržovali původní výzdobu.